# 岸馬きらく
岸馬 きらく（きしま きらく）は、日本のライトノベル作家、小説家、漫画原作者。群馬県出身。
主にライトノベルや異世界ファンタジー作品を手がけ、ウェブ小説投稿サイト「小説家になろう」や「カクヨム」などで活動している。代表作『新米オッサン冒険者、最強パーティに死ぬほど鍛えられて無敵になる。』は書籍化・コミカライズされ、2024年にはシリーズ累計発行部数130万部を記録した。
インタビューでは、小説家としてデビューする前に公務員を経験していたことを明かしている。

## 受賞歴等
タテ読みマンガアワード2024では、原作を担当した『ラスボス少女アカリ〜ワタシより強いやつに会いに現代に行く〜』が、国内作品部門第5位にランクインした。

## 作品一覧

### 小説
- 『新米オッサン冒険者、最強パーティに死ぬほど鍛えられて無敵になる。』（イラスト：Tea、HJノベルス（ホビージャパン））
- 『飛び降りようとしている女子高生を助けたらどうなるのか？』（イラスト：黒なまこ、デザイン：らたん、角川スニーカー文庫（KADOKAWA））
- 『褐色娘のラティーナさんに俺の体が狙われている』（イラスト：おりょう、ダッシュエックス文庫（集英社））

### 漫画原作
- 『新米オッサン冒険者、最強パーティに死ぬほど鍛えられて無敵になる。』（原作：岸馬きらく、漫画：荻野ケン、キャラクター原案：Tea、HJコミックス（ホビージャパン））
- 『飛び降りようとしている女子高生を助けたらどうなるのか？』（原作：岸馬きらく、漫画：うるひこ、キャラクター原案：らたん、ヤングジャンプコミックス（集英社））
- 『アラフォーになった最強の英雄たち、再び戦場で無双する』（原作：岸馬きらく、漫画：戸田泰成、構成：坂井ユウスケ、森小太郎、キャラクター原案：peroshi、HJコミックス（ホビージャパン））
- 『妻か死か〜敗戦国の女たち〜』（原作：岸馬きらく、トホコウ、漫画：Xぴえろ、チャンピオンREDコミックス（秋田書店））
- 『皇子転生〜皇帝の一人息子に生まれた俺、最強の従者たちを従えて世直しの旅に出る〜』（原作：岸馬きらく、トホコウ、漫画：がちょん次郎、Akahane、booklistaSTUDIO（ブックリスタ）、ナンバーナイン配信）

### webtoon原作
- 『ラスボス少女アカリ〜ワタシより強いやつに会いに現代に行く〜』（原作：岸馬きらく、漫画：酒ヶ峰ある、ジャンプTOON（集英社））